# Rigmor Aasrud

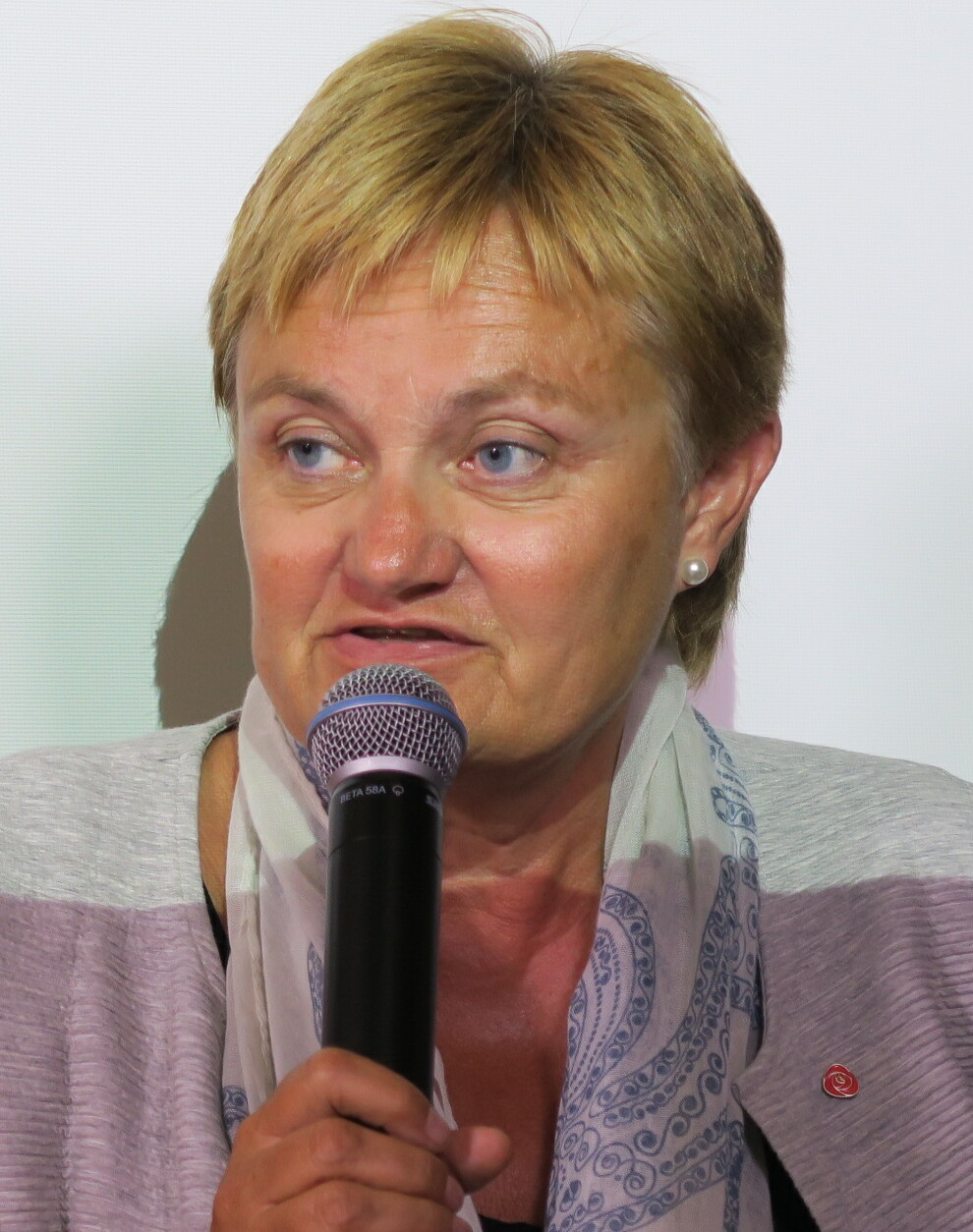
Rigmor Aasrud, 2018

Rigmor Aasrud (* 26. Juni 1960 in Jevnaker) ist eine norwegische Politikerin der Arbeiderpartiet (Ap). Von Oktober 2005 bis September 2009 war sie Staatssekretärin, von Oktober 2009 bis Oktober 2013 war sie die Erneuerungs-, Verwaltungs- und Kirchenministerin ihres Landes. Seit 2009 ist sie Abgeordnete im Storting. 

## Leben
Nach dem Schulbesuch war Aasrud bis 1985 Wirtschafts- und Verwaltungsleiterin der Hertz Autovermietung und dann von 1985 bis 1992 Abteilungsleiterin bei der Firma Aas Data. Daneben studierte sie zwischen 1983 und 1985 Betriebswirtschaftslehre an der Norwegian School of Management BI.
Innerhalb der Arbeiderpartiet (Ap) begann sie zugleich 1979 eine Laufbahn in der Kommunalpolitik mit der erstmaligen Wahl zum Mitglied des Stadtrates (Kommunestyret) von Gran. Daneben war sie zwischen 1992 und 1996 Sekretärin der Frauenbewegung der Ap. 1995 wurde sie zur Bürgermeisterin (Ordfører) von Gran gewählt und bekleidete diese Position zehn Jahre lang bis 2005. Zeitgleich war sie zwischen 1999 und 2005 Vorsitzende des Energieversorgungsunternehmens Hadeland Energi. Des Weiteren studierte sie 2002 Verwaltungsrecht an der Hochschule Volda und von 2003 bis 2004 Kommunikation an der Hochschule Lillehammer.

### Staatssekretärin und Ministerin
Am 21. Oktober 2005 wurde sie zur Staatssekretärin im Ministerium für Gesundheit und Pflege (Helse- og omsorgsdepartementet) ernannt. Dort war sie zunächst unter Ministerin Sylvia Brustad und ab Juni 2008 unter Bjarne Håkon Hanssen tätig. Ihre Zeit als Staatssekretärin endete am 30. September 2009. Bei der Parlamentswahl am 14. September 2009 zog sie als Kandidatin der Ap erstmals in das norwegische Nationalparlament Storting ein. Dort vertritt sie die Interessen des Wahlkreises Oppland.
Am 20. Oktober 2009 wurde Aasrud von Ministerpräsident Jens Stoltenberg zur Ministerin für Erneuerung, Verwaltung und Kirche in die Regierung Stoltenberg II berufen. Sie übte das Amt bis zum Ende der Regierung am 16. Oktober 2013 aus. Zugleich war sie vom 19. November 2010 bis 3. Januar 2010 Arbeitsministerin. Als solche vertrat sie Hanne Bjurstrøm.

### Stortingsabgeordnete
Nachdem sie als Mitglied der Regierung ihr Mandat im Storting hatte ruhen lassen müssen, kehrte Aasrud im Oktober 2013 ins Parlament zurück. Dort nahm sie bis Juni 2015 den Posten der zweiten stellvertretenden Vorsitzenden des Familien- und Kulturausschusses ein. Anschließend wechselte sie während der laufenden Legislaturperiode in den Arbeits- und Sozialausschuss. Nach der Wahl 2017 übernahm sie bis Januar 2018 zunächst den Posten der zweiten stellvertretenden Vorsitzenden des Kommunal- und Verwaltungsausschusses, anschließend ging sie in den Finanzausschuss über. Zwischen Februar 2018 und Oktober 2019 war sie dort erste stellvertretende Vorsitzende, anschließend übernahm Aasrud für den Rest der Legislaturperiode diesen Posten im Arbeits- und Sozialausschuss. Im Anschluss an die Wahl 2021 wurde sie Fraktionsvorsitzende der Arbeiderpartiet-Gruppierung und Mitglied im Außen- und Verteidigungsausschuss. Im Oktober 2023 wechselte Aasrud in den Finanzausschuss.
Im Mai 2024 gab sie bekannt, dass sie bei der Parlamentswahl 2025 nicht erneut kandidieren werde. Im Februar 2025 schied sie aus dem Fraktionsvorstand aus.